# Polybotrya latisquamosa
Polybotrya latisquamosa là một loài dương xỉ trong họ Dryopteridaceae. Loài này được R.C. Moran mô tả khoa học đầu tiên năm 1987.